# Pigna (Ligurien)

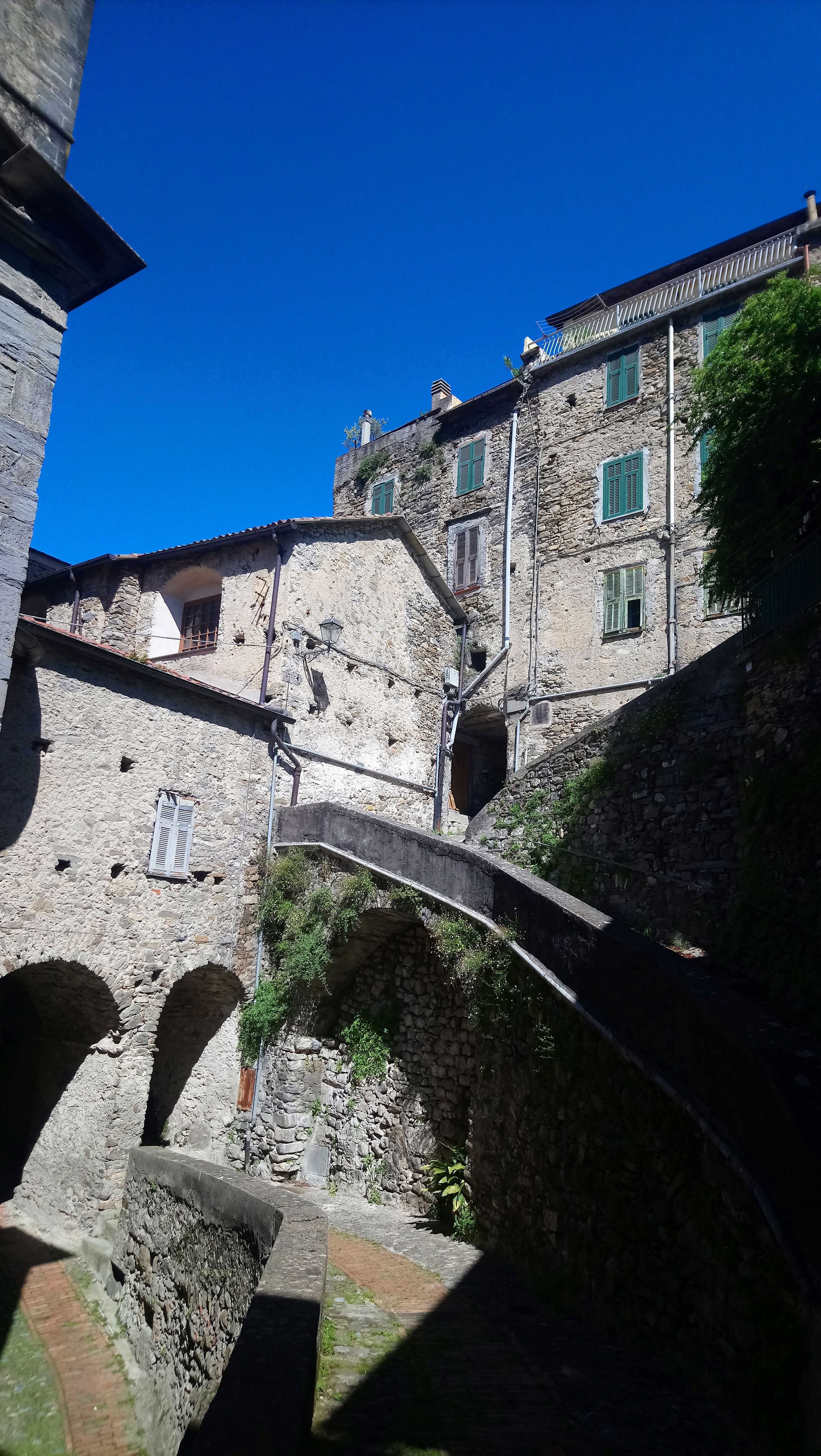

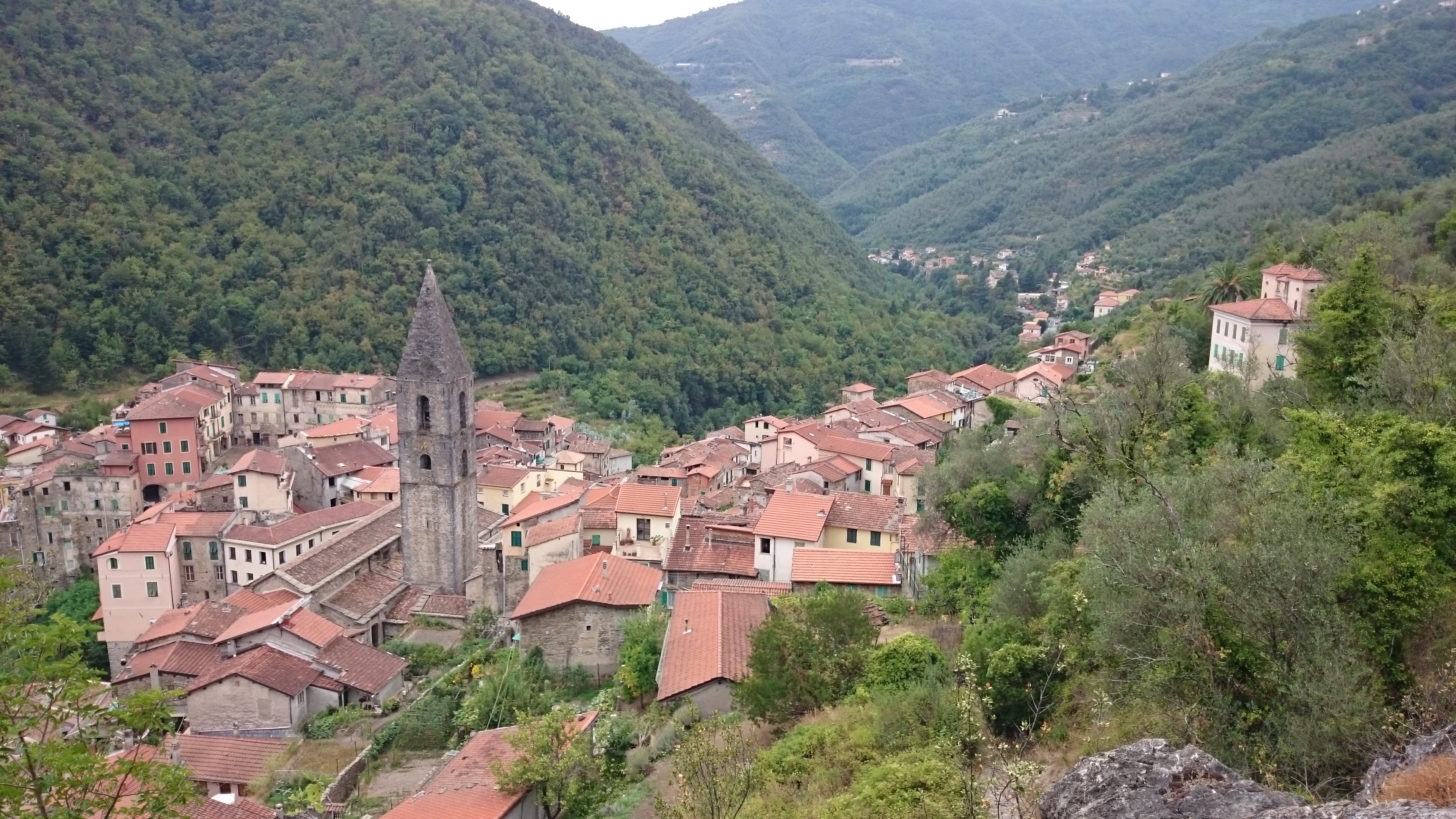

Pigna (im Ligurischen: Pìgna) ist eine norditalienische Gemeinde mit 739 Einwohnern (Stand 31. Dezember 2023) in der Region Ligurien, politisch gehört sie zur Provinz Imperia.

## Geographie
Pigna liegt im gebirgigen, oberen Abschnitt des Val Nervia. Die auf einer Höhe zwischen 200 und 300 Metern ü. NN gelegene Ortschaft wird von Nord-Ost nach Süd-West von dem Fluss Nervia durchflossen. Die Gemeinde gehört zu der Comunità Montana Intemelia und ist circa 62 Kilometer von der Provinzhauptstadt Imperia entfernt.
Nach der italienischen Klassifizierung bezüglich seismischer Aktivität wurde die Gemeinde der Zone 3 zugeordnet. Das bedeutet, dass sich Pigna in einer seismisch wenig aktiven Zone befindet.

## Klima
Die Gemeinde wird unter Klimakategorie D klassifiziert, da die Gradtagzahl einen Wert von 1863 besitzt. Das heißt, die in Italien gesetzlich geregelte Heizperiode liegt zwischen dem 1. November und dem 15. April für jeweils 12 Stunden pro Tag.

## Kulinarische Spezialitäten
In der Umgebung wird auch der einzig nennenswerte DOC-Rotwein Liguriens angebaut – der Rossese di Dolceacqua. Wichtig ist auch der Anbau der typischen weißen Bohnen, die für das typische Gericht Ziege und Bohnen verwendet wird.